# Rio Lay
O Lay é um rio localizado na França. É o principal rio costeiro da Vendeia e deságua no Atlântico.